# Échecs à trois dimensions

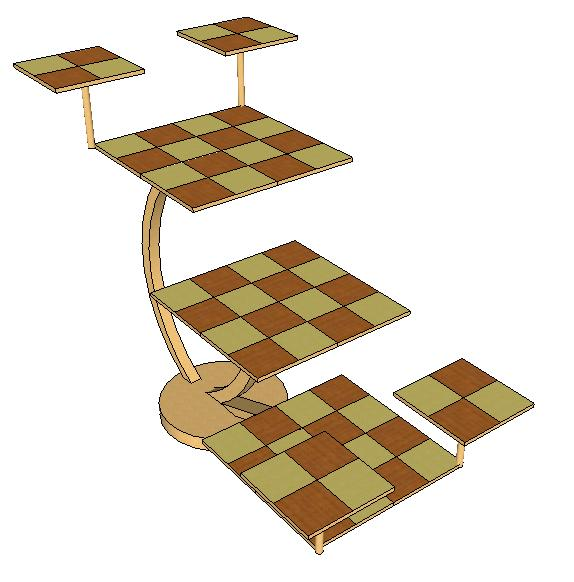
Représentation d'un jeu d'échecs 3D.

Les échecs cubiques ou échecs à trois dimensions (ou échecs 3D) sont une variante du jeu d'échecs traditionnel.

## Description
Ils se jouent sur un échiquier en trois dimensions, formé de sept plateaux de 64 cases, numérotés selon leur ordre du plus « profond » du cube au plus « haut ». Les échiquiers sont disposés en fait les uns à côté des autres, dans l'ordre spatial. Les pièces passent d'un niveau au suivant (inférieur ou supérieur) comme s'il s'agissait d'un échiquier normal, leur mouvement possible étant transposé en trois dimensions. Il n'y a qu'un jeu de pièces, comme dans un jeu classique, mais des pièces féeriques peuvent être utilisées, selon un accord mutuel des joueurs.
Exemples :
- un pion pourra monter ou descendre dans les niveaux, tant qu'il ne fait qu'avancer comme dans son mouvement habituel ;
- une tour pourra monter tous les niveaux, de manière purement verticale, comme si elle évoluait sur un plan horizontal.

## Échecs cubiques dans la culture
Il en est montré dans Star Trek, dans plusieurs épisodes où il met en valeur la logique et l'intelligence d'un des personnages, M. Spock : dans UFO, alerte dans l'espace et récemment dans la série Rematch.
Il apparaît également dans The Big Bang Theory, dans Jenny Robot et dans le jeu vidéo Les Sims.